# Муниципальное образование «Ново-Николаевское»
Муниципальное образование «Ново-Николаевское» — муниципальное образование со статусом сельского поселения в 
Эхирит-Булагатском районе Иркутской области России. Административный центр — поселок Новониколаевск.

## Демография
По результатам Всероссийской переписи населения 2010 года
численность населения муниципального образования составила 970 человек, в том числе 485 мужчин и 485 женщин.

## Населённые пункты
В состав муниципального образования входят населённые пункты
- Новониколаевск
- Муромцовка
- Хабаровская
- Хуты
- Шертой[2]